# Sörup
Sörup település Németországban, Schleswig-Holstein tartományban. Lakosainak száma 4230 fő (2023. december 31.). Sörup Grundhof, Dollerup, Steinbergkirche, Sterup, Ahneby, Mohrkirch, Mittelangeln (Gemeinde), Ausacker és Husby községekkel határos.
Sterub nyugati szomszédjában fekvő település.

## Leírása
E településen a legtisztább stílusú kváderkő templomot láthatjuk érdekes kapubejáratokkal és román keresztelőmedencével.

## Galéria

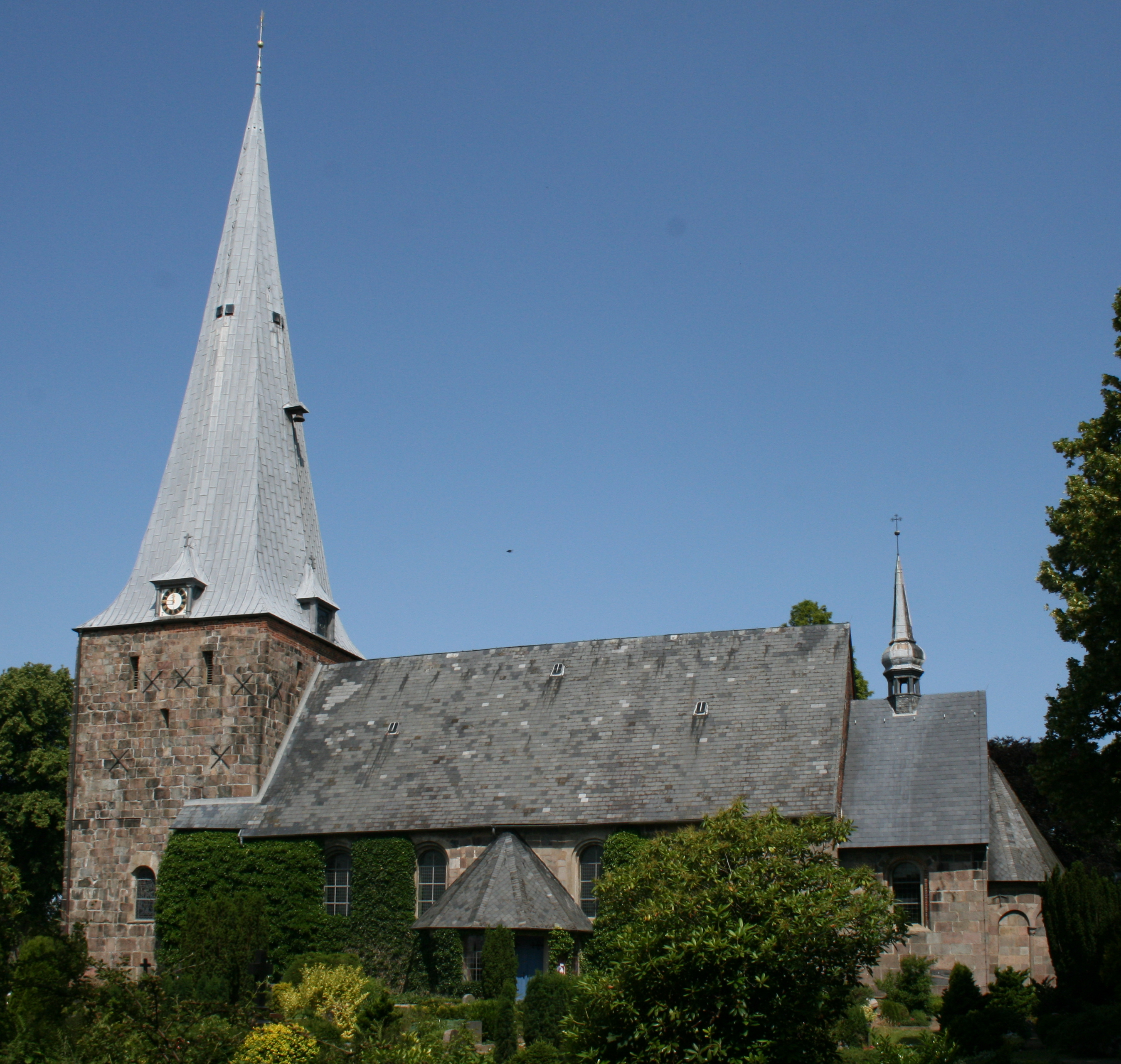
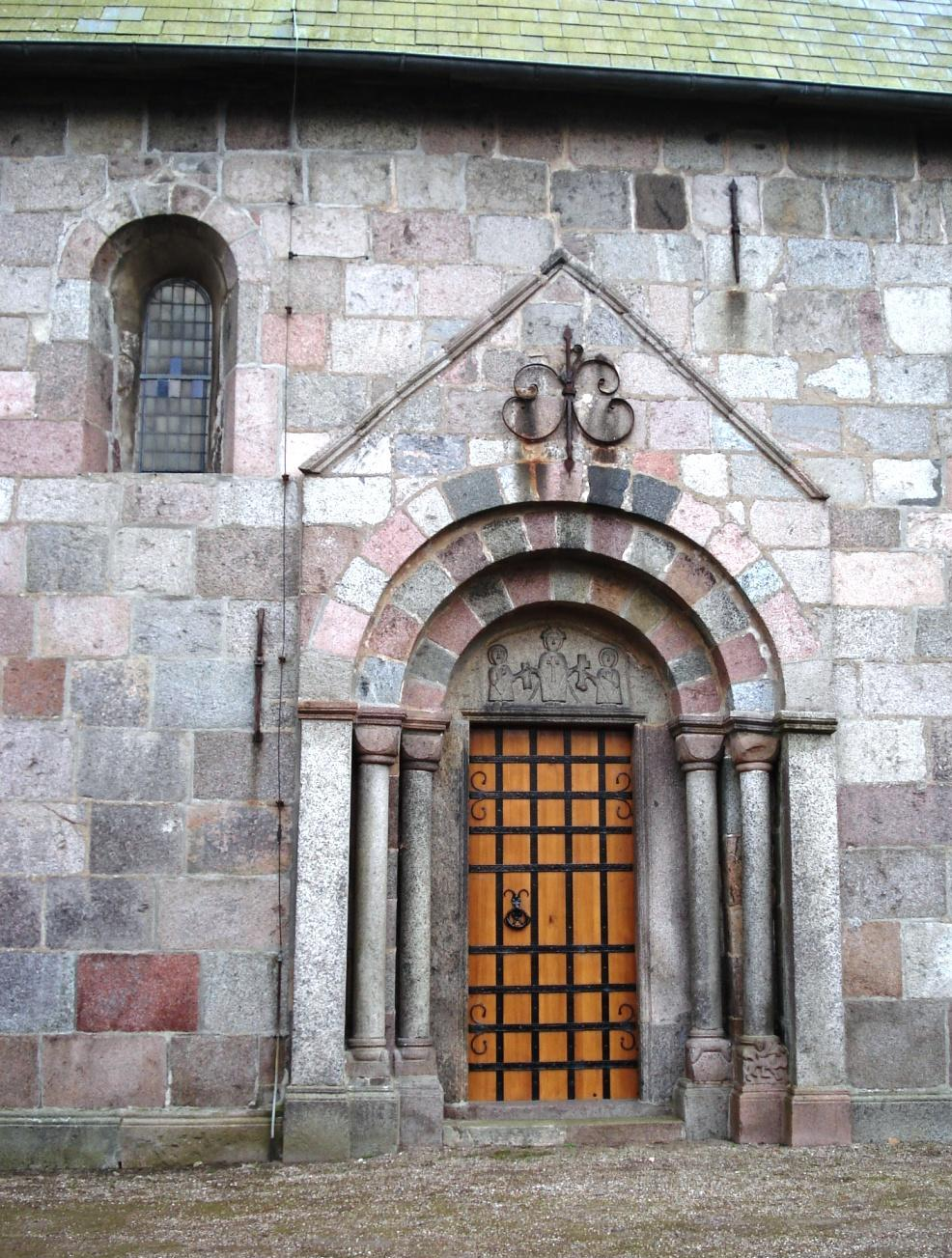
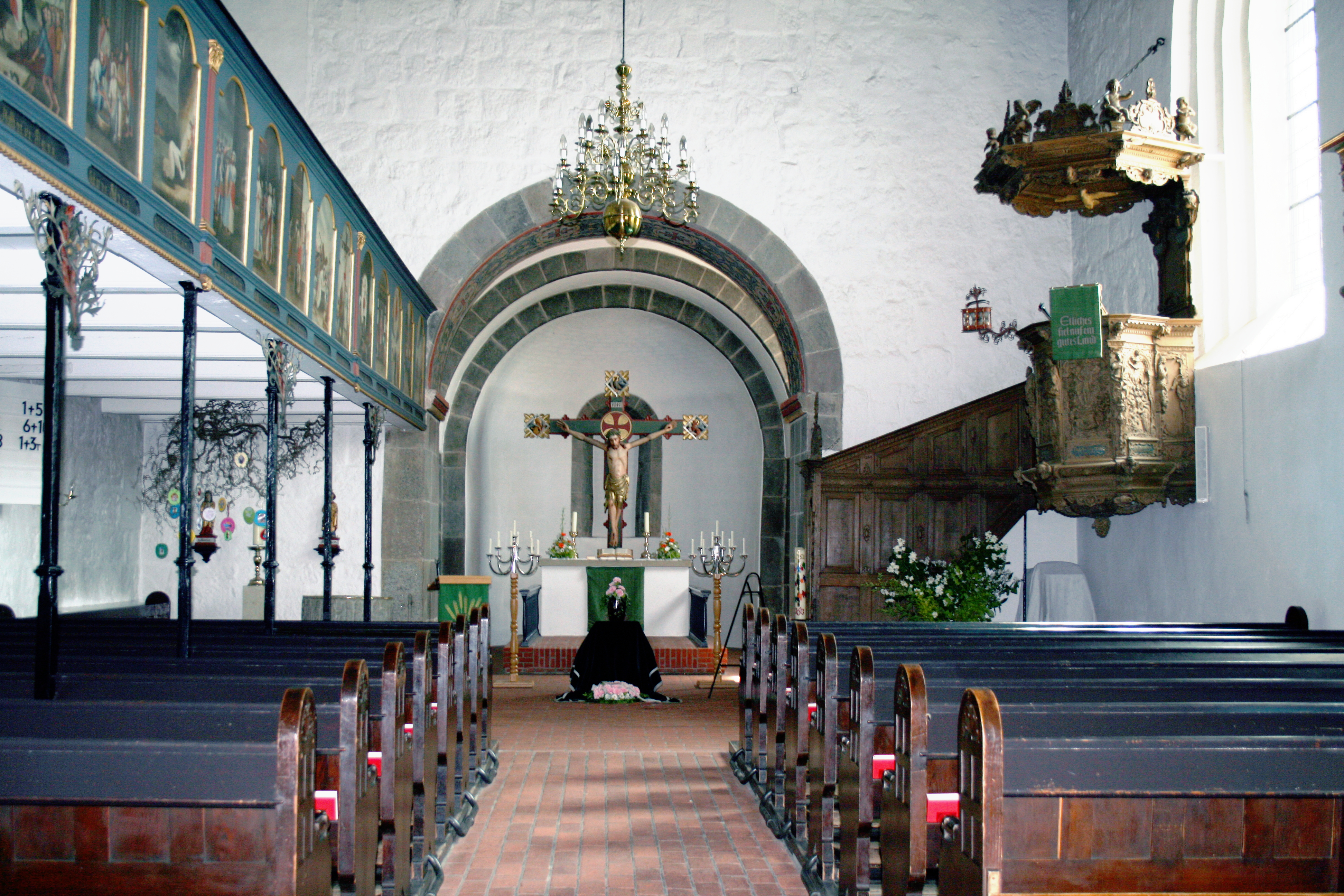
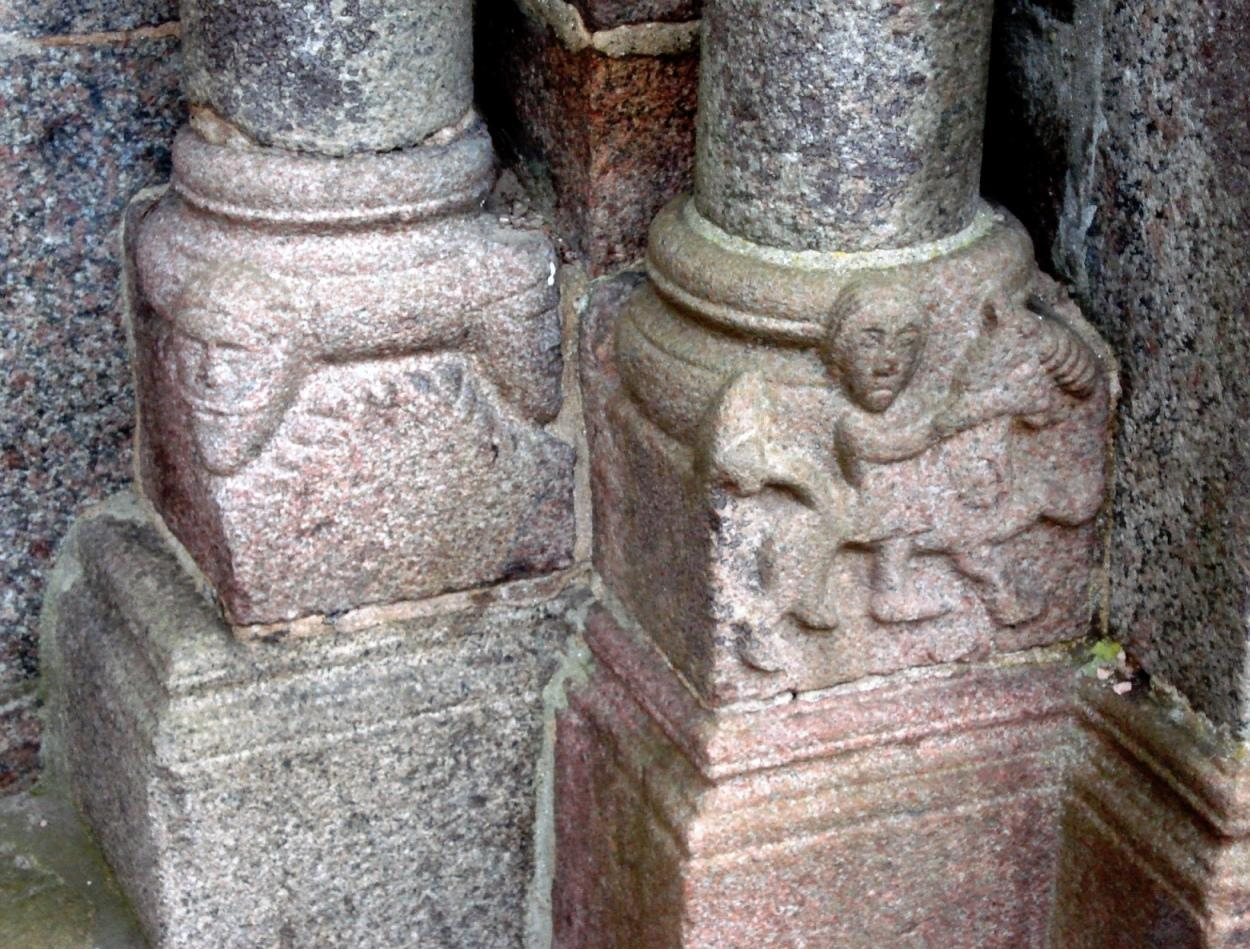
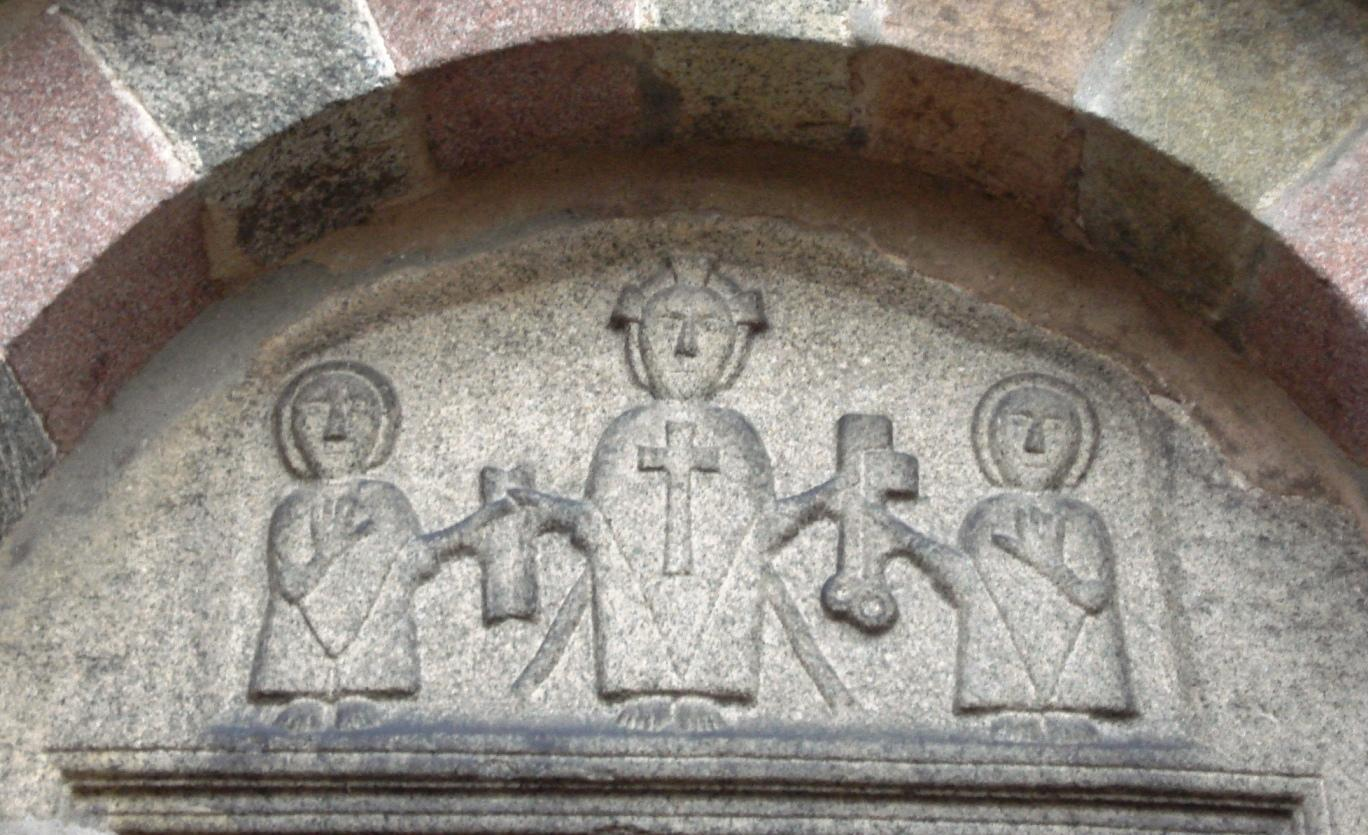
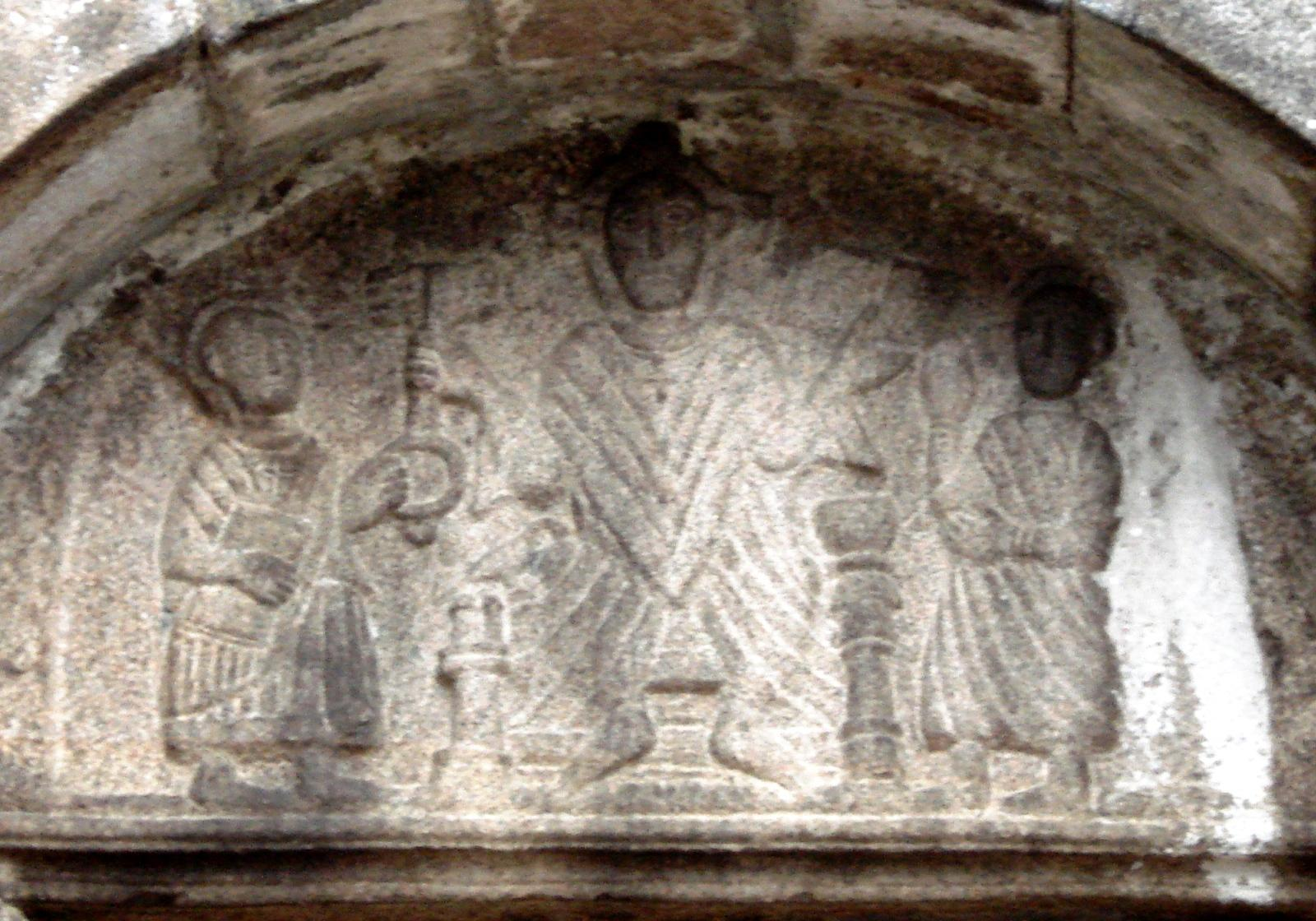
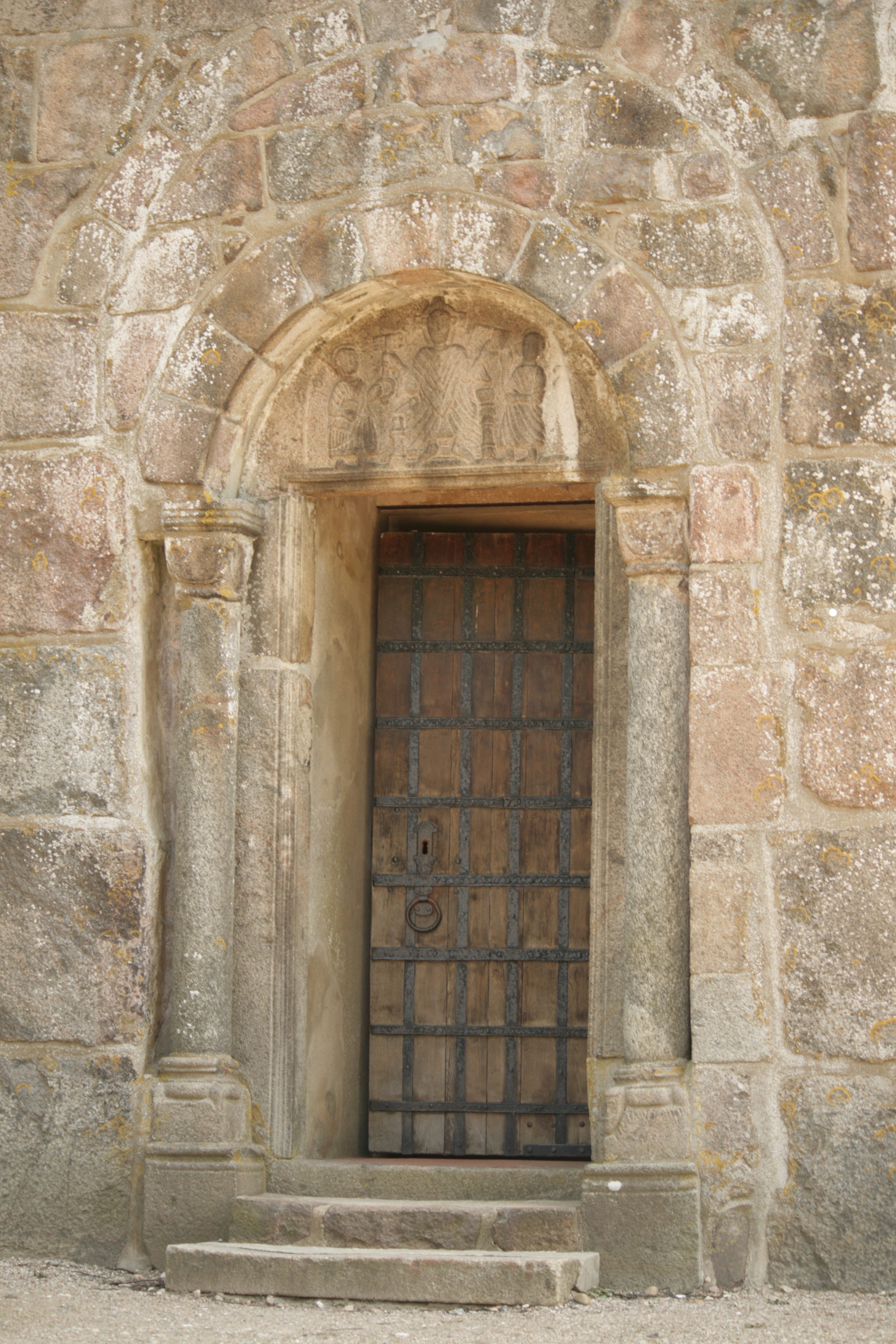
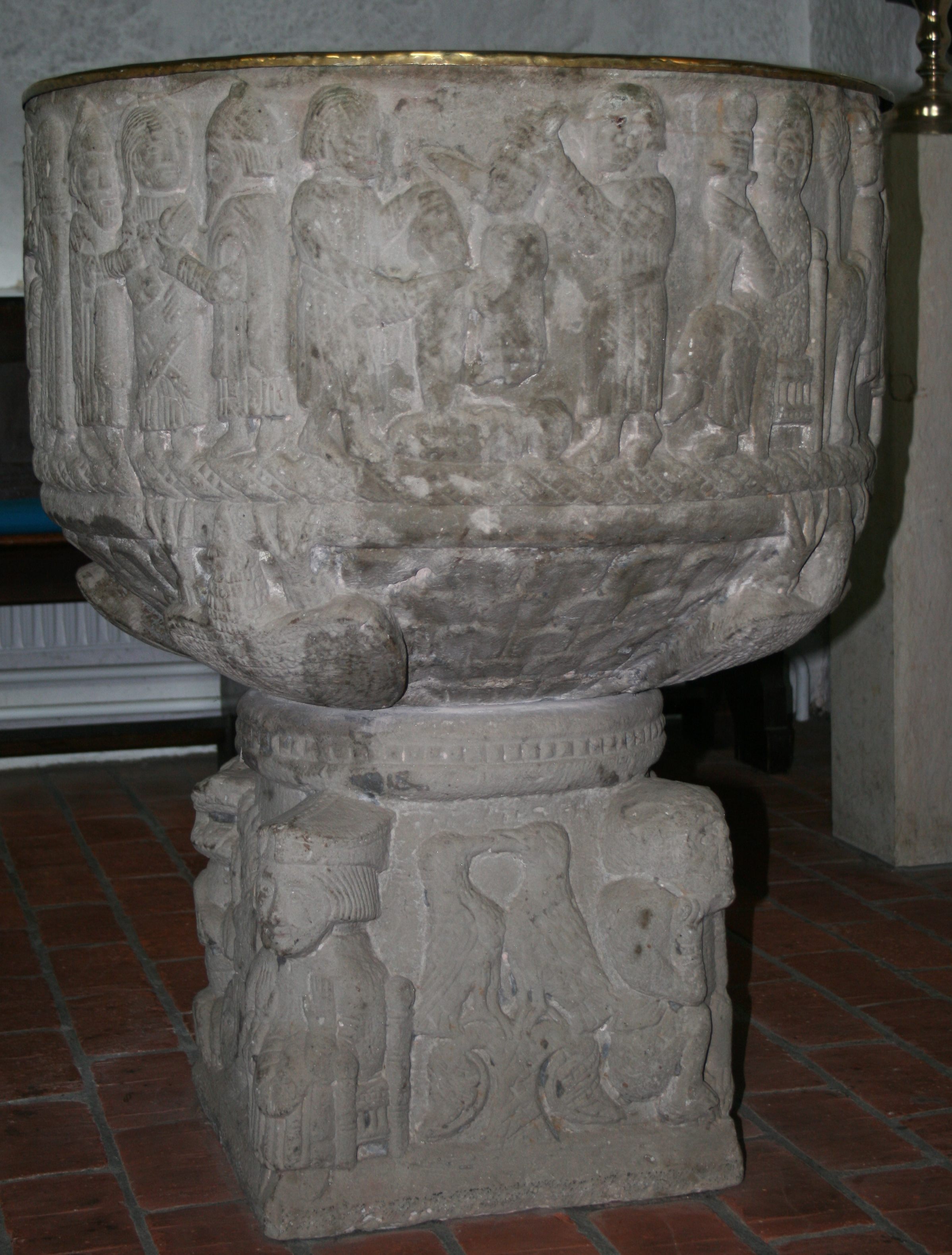
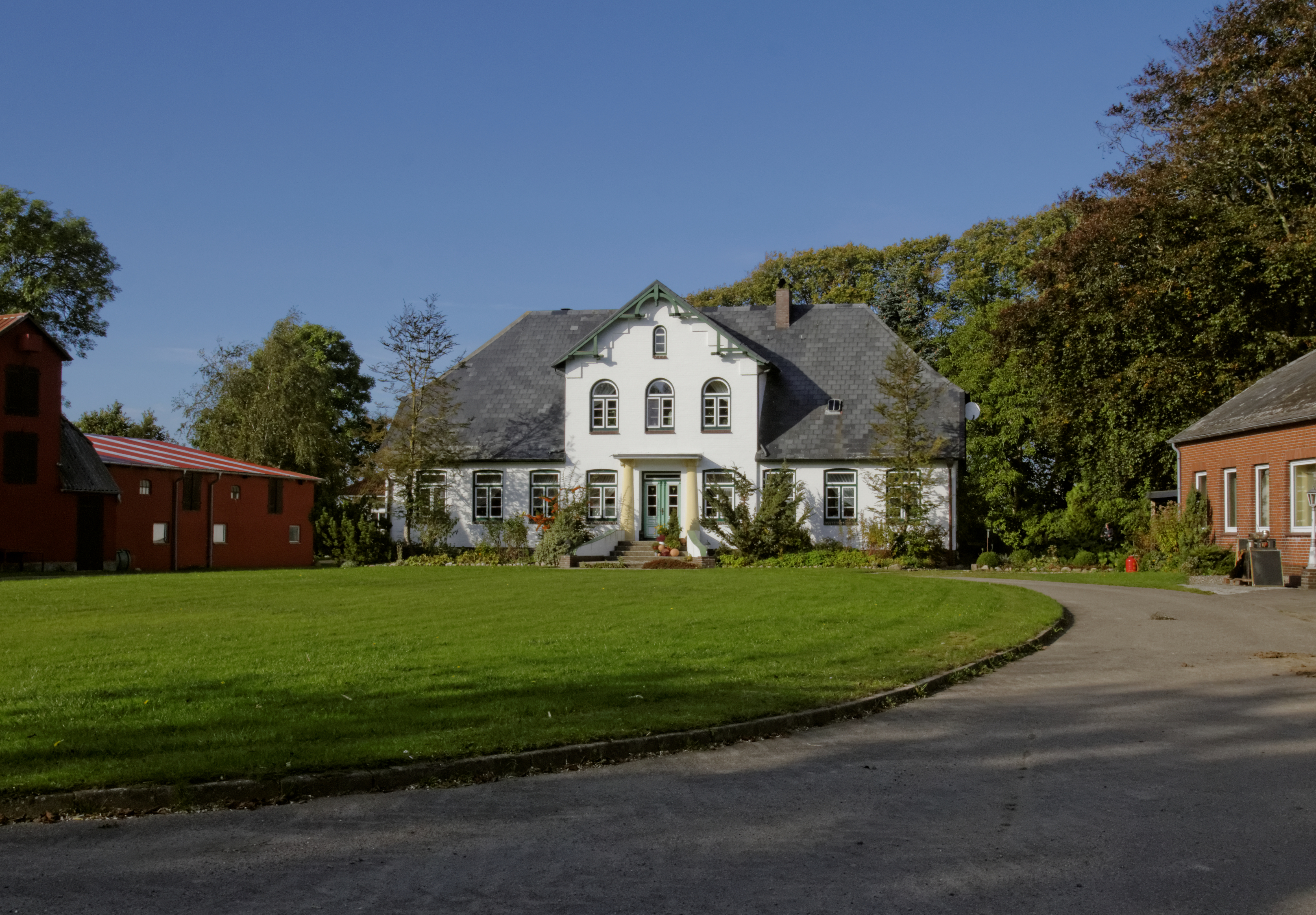
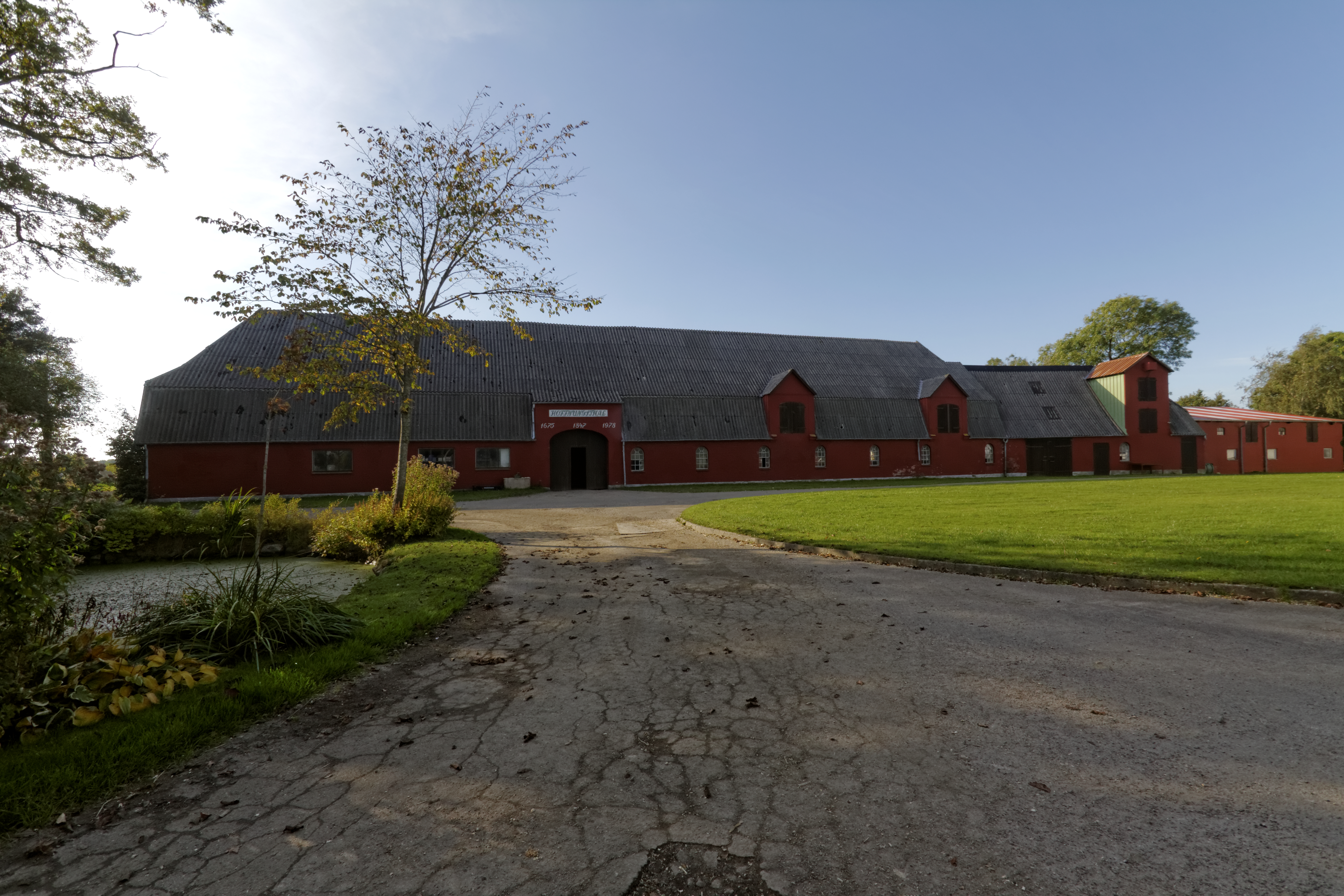
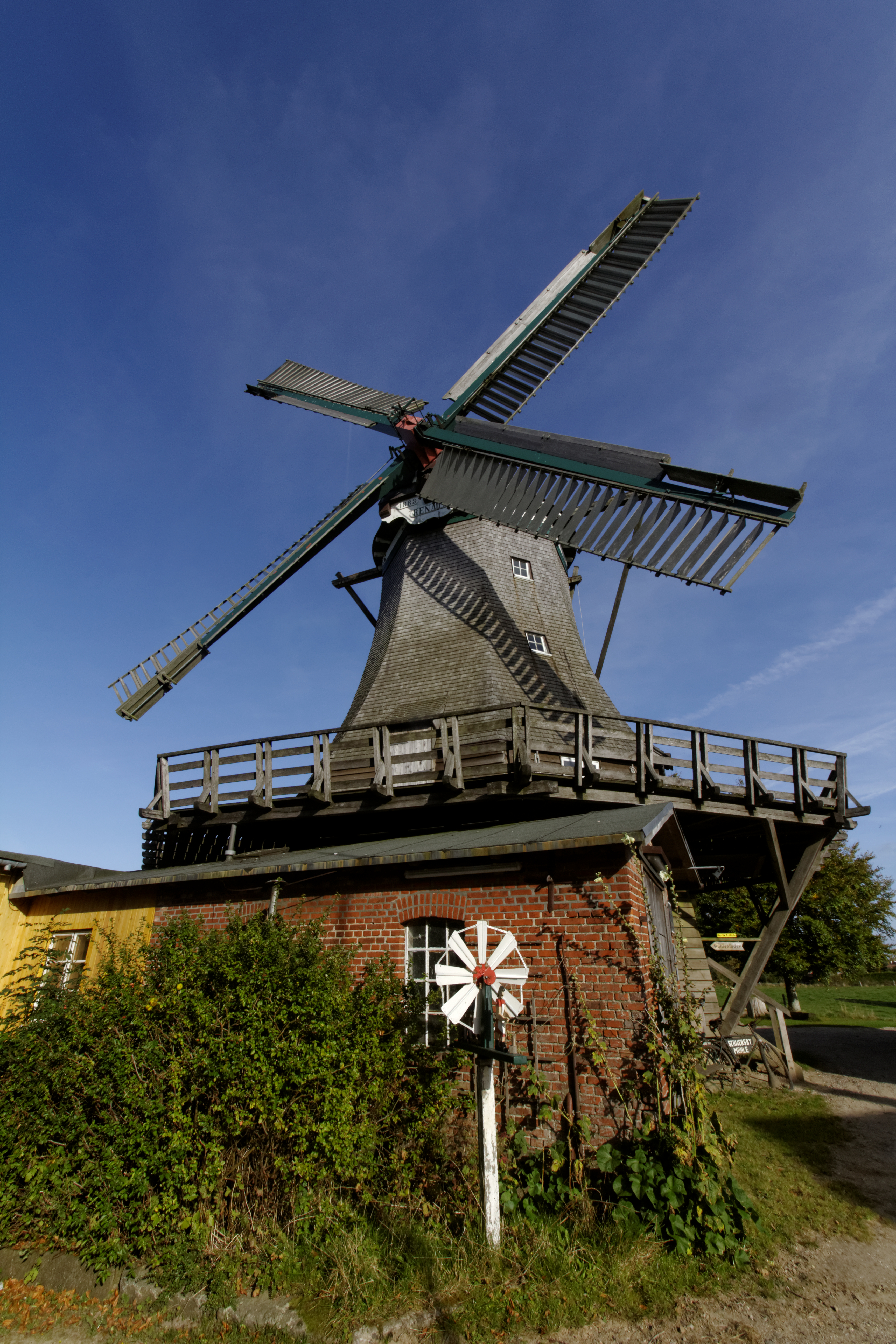
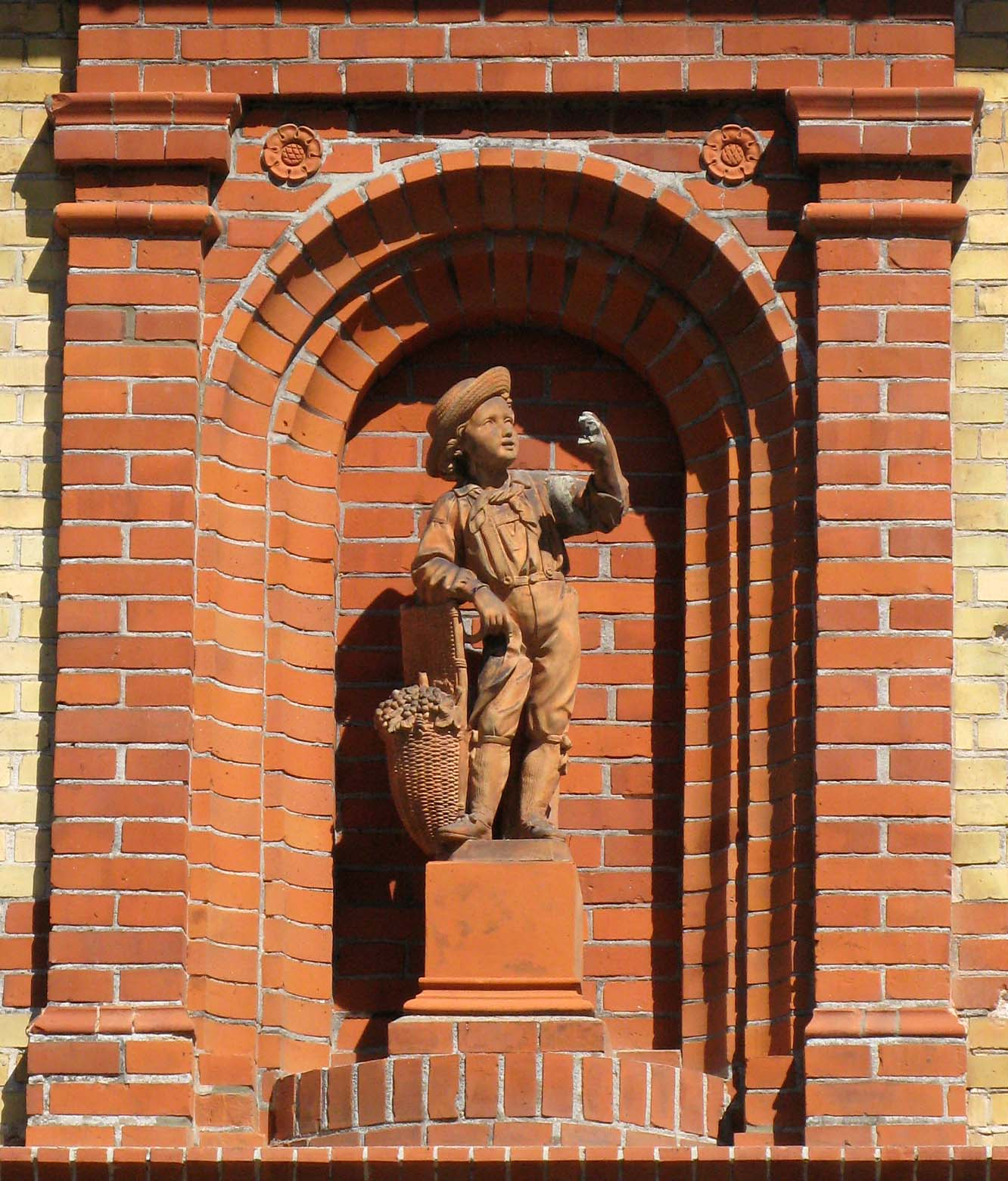

## Nevezetességek
- Szt. Mária templom

## Népesség
A település népességének változása:
| Lakosok száma | 4081 | 4311 | 4318 | 4317 | 4306 | 4230 |
|               | 1975 | 2017 | 2019 | 2021 | 2022 | 2023 |